# The Bridge (seizoen 4)
Dit artikel vat het vierde seizoen van The Bridge samen. Dit seizoen liep van 1 januari 2018 tot en met 8 februari 2018 en bevatte acht afleveringen.

## Rolverdeling

### Hoofdrollen
- Sofia Helin - Saga Norén (rechercheur in Malmö)
- Thure Lindhardt - Henrik Sabroe (rechercheur Kopenhagen)
- Rafael Pettersson - John Lundqvist (medewerker politieteam)
- Sarah Boberg - Lillian (commissaris in Kopenhagen)
- Julie Carlsen - Barbara
- Mikael Birkkjær - Jonas
- Thomas W. Gabrielsson - Niels
- Sandra Yi Sencindiver - Susanne
- Anders Mossling - Frank
- Fanny Bornedal - Julia
- Iris Mealor Olsen - Ida
- Erik Lönngren - Christoffer
- Lisa Linnertorp - Sofie
- Selma Modéer Wiking - Astrid
- Elliott Crosset Hove - Kevin

### Terugkerende rollen
- Dag Malmberg - Hans Petterson (commissaris in Malmö)
- Maria Kulle - Linn Björkman (commissaris in Malmö)
- Smilla Bak - dochter 1 van Henrik
- Holly Lars Bjarke - dochter 2 van Henrik
- Jenny Lampa - psycholoog
- Lena Strömdahl - Harriet
- Pontus T. Pagler - Richard
- Leonard Terfelt - William
- Michalis Koutsogiannakis - Theo
- Jakob Fahlstedt - Tobias
- Lars Ranthe - Dan
- Alexander Behrang Keshtkar - Taariq
- Jesper Hyldegaard - Silas
- Patricia Schumann - Nicole
- Karsten Jansfort - Lars
- Roger Matthisen - Moyo
- Kola Krauze - Mark

## Seizoen 4 (2018)
| Aflevering | Schrijver       | Regie            | Uitzenddatum DK en ZW | Selectie gastrollen |
| --- | --------------- | ---------------- | --------------------- | --- |
| 1. | Hans Rosenfeldt | Henrik Georgsson | 1 januari 2018        | Linda Kunze - Elsa Julia Frisberg - Robin Anna Tulestedt - Lucinda                                                         |
| Een vrouw wordt vermoord gevonden op Peberholm, een eiland bij de Sontbrug. Het slachtoffer wordt geïdentificeerd als Margrethe Thormod, hoofd van de immigratiedienst in Kopenhagen. De politie denkt dat het motief gezocht moet worden in het schandaal die voortkwam na een uitzettingsbeslissing dat veel mediabelangstelling kreeg. Henrik Sabroe start het onderzoek in deze moordzaak samen met zijn Deense collega Jonas Mandrup. Henrik mist zijn oude collega, Saga Norén, die gevangen zit in de vrouwengevangenis van Ystad, dit nadat zij veroordeeld werd voor de moord op haar moeder. Henrik weet dat Saga het moeilijk heeft in de gevangenis, en bezoekt haar zoveel mogelijk als hij kan. Henrik vraagt haar hulp voor zijn moordonderzoek, maar zij weigert dit omdat zij in haar ogen geen politieagent meer is. Ondertussen mist Henrik zijn kinderen nog steeds, en Saga kan hem hiermee niet helpen en denkt erover om zijn zoektocht te staken. |                 |                  |                       | |
| 2. | Hans Rosenfeldt | Henrik Georgsson | 7 januari 2018        | Alva Ingvarsson - Leonora Gabriel Flores Jair - patholoog Michael Asmussen - Klaus Nicolai Dahl Hamilton - chef restaurant |
| Henrik en zijn nieuwe collega Jonas zetten hun onderzoek voort in de moord op Margrethe Thormod. Zij hebben twee aanwijzingen: De eerste leidt hen naar de linkse beweging Red October, en de tweede leidt hen naar de vermiste vluchteling Taariq die nu illegaal in het land verblijft nadat zijn asielaanvraag werd afgewezen. Niels Thormod, de weduwnaar van het slachtoffer, denkt dat de politie te weinig aandacht heeft voor de moord op zijn vrouw. Ondertussen wordt Saga in hoger beroep vrijgesproken op de moord van haar moeder, en wil weer aan het werk als politieagente. Henrik is dolblij dat zij vrij is, en wil haar graag als collega in zijn moordonderzoek. Saga kijkt snel al de gegevens door die Henrik tot nu toe heeft verzameld, en werkt bijna de klok rond om Henrik te helpen. In Zweden wordt dan nog een moordslachtoffer gevonden, met een connectie met Red October en de moord op Margrethe Thormod. Henrik kan zijn dochters niet vergeten, maar vraagt zich af of verder zoeken nog zin heeft. Saga geeft echter de moed nog niet op en blijft naar de dochters op zoek, en vindt nieuwe informatie over zijn vermiste vrouw Alice. |                 |                  |                       | |
| 3. | Hans Rosenfeldt | Henrik Georgsson | 14 januari 2018       | Johannes Kuhnke - Morgan Mari Götesdotter - Sarah Jeppe Lajer - politieagent Danjin Malinovic - Akim                       |
| Henrik en Saga vermoeden dat Taariq, en de vermiste expert in radicale linkse bewegingen iets verbergen in hun moordonderzoek. Zij besluiten samen te gaan werken om dit openbaar te maken, maar raken in conflict wanneer zij moeten beslissen hoe om te gaan met dakloze meisjes die hun ware identiteit niet willen geven. |                 |                  |                       | |
| 4. | Hans Rosenfeldt | Henrik Georgsson | 21 januari 2018       | Charlotte Fich - Malene Johannes Kuhnke - Morgan Lena Carlsson - arts Gabriel Flores Jair - patholoog                      |
| Taariq herkent een auto die een connectie heeft met de gepleegde moorden. Hij wil de eigenaar hiervan met deze kennis chanteren voor geld, maar wordt dan zelf beschuldigd voor diefstal. Saga vreest dat er meer moordslachtoffers gaan vallen, en de hulp die Henrik aanbiedt aan de dakloze meisjes eindigt in een grote teleurstelling. |                 |                  |                       | |
| 5. | Hans Rosenfeldt | Rumle Hammerich  | 28 januari 2018       | Anders Nyborg - politiechef Charlotte Fich - Malene Ina-Miriam Rosenbaum - Solveig Amelia Hoy - Lene                       |
| Saga en Henrik blijven zoeken naar de connectie in de twee moorden. Lilian wordt ondertussen door haar bazen op haar vingers getikt. Dan ontdekt waar zijn ex-vrouw en zoon problemen veroorzaken. De relatie tussen Saga en Henrik wordt tot het uiterste getest, en heeft misschien het breekpunt bereikt. |                 |                  |                       | |
| 6. | Hans Rosenfeldt | Rumle Hammerich  | 4 februari 2018       | Charlotte Fich - Malene Paw Henriksen - Tommy Ina-Miriam Rosenbaum - Solveig Mogens Holm - Douglas                         |
| Hendrik gelooft dat hij de connectie heeft gevonden tussen de moordslachtoffers, en een onverwachte ontdekking eindigt op het onderzoeksbord. Ondertussen is de relatie tussen hem en Saga op het dieptepunt beland. |                 |                  |                       | |
| 7. | Hans Rosenfeldt | Rumle Hammerich  | 11 februari 2018      | Anders Nyborg - politiechef Ina-Miriam Rosenbaum - Solveig Gabriel Flores Jair - patholoog Mogens Holm - Douglas           |
| Het onderzoek naar Tommy wordt nog steeds voortgezet, en Solveig weigert nog steeds haar medewerking met Saga en Henrik. Zij moeten nu snel meer bewijs tegen haar vinden voordat zij weer vrijgelaten wordt. Lillian wordt steeds meer onder druk gezet om de mol te vinden, en het lijkt erop dat deze zich op haar afdeling bevindt. Ondertussen maakt Saga grote vorderingen in haar onderzoek naar de familie van Henrik. |                 |                  |                       | |
| 8. | Hans Rosenfeldt | Rumle Hammerich  | 18 februari 2018      | Anders Nyborg - politiechef Linda Kunze - Elsa Gabriel Flores Jair - patholoog Dorte Højsted - telefoniste                 |
| Henrik en Astrid proberen hun vader-dochterrelatie weer opnieuw op te starten. Saga ontdekt ondertussen wie de moordenaar is, en arresteert deze onder dramatische omstandigheden. De moordenaar bekent dan dat hij verantwoordelijk is voor zes moorden, maar Saga ontdekt dan dat dit niet helemaal klopt. Saga keert dan terug naar de gevangenis waar zij heeft vastgezeten, en praat daar met een gevangene die haar toen heeft proberen te doden. Saga ontdekt via haar dat er nog een moordenaar actief is, en dat deze nog een doelwit heeft. Saga moet nu alles op alles zetten om het doelwit te redden voordat het te laat is. Na afsluiting van deze zaak besluit Saga dat het tijd is om nu aan zichzelf te denken, en besluit Malmö, Henrik en haar baan te verlaten. |                 |                  |                       | |